# Ирска на Светском првенству у атлетици на отвореном 2011.
Ирска је на 13. Светском првенству у атлетици на отвореном 2011. одржаном у Тегу од 27. августа до 4. септембра, учествовала тринаести пут, односно учествовала је на свим првенствима до данас. Репрезентацију Ирске представљало је 16 учесника (6 мушкараца и 10 жена) који су се такмичили у 12 дисциплина (5 мушких и 7 женских).,
На овом првенству такмичари Ирске нису освојили ниједну медаљу али су оборили један национални рекорд. У табели успешности према броју и пласману такмичара који су учествовали у финалним такмичењима (првих 8 такмичара) Ирска је са 1 учесником у финалу делила 55. место са 4 бода. 
| Плас. | Земља | 1. место | 2. место | 3. место | 4. место | 5. место | 6. место | 7. место | 8. место | Бр. финал. | Бод. |
| ----- | ----- | -------- | -------- | -------- | -------- | -------- | -------- | -------- | -------- | ---------- | ---- |
| =55.  | Ирска | 0        | 0        | 0        | 0        | 1        | 0        | 0        | 0        | 1          | 4    |

## Учесници
| Мушкарци: - Џејсон Смит — 100 м - Пол Хесион — 200 м - Киаран O'Лионаирд — 1.500 м - Алистер Крег — 5.000 м - Колин Грифин — 50 км ходање - Роберт Хефернан — 50 км ходање | Жене: - Џоан Куди — 400 м, 4х400 м - Дервал О’Рорк — 100 м препоне - Финула Бритон — 3.000 м препреке - Стефани Рајли — 3.000 м препреке - Marian Andrews-Heffernan — 4х400 м - Клер Бергин — 4х400 м - Мишел Кери — 4х400 м - Олив Локнејн — 20 км ходање - Дирдри Рајан — Скок увис - Тори Пена — Скок мотком |

## Резултати

### Мушкарци
| Атлетичар         | Дисциплина   | Лични рекорд | Квалификације  | Квалификације  | Полуфинале            | Полуфинале            | Финале                | Финале          | Детаљи |
| Атлетичар         | Дисциплина   | Лични рекорд | Резултат       | Место          | Резултат              | Место                 | Резултат              | Место           | Детаљи |
| ----------------- | ------------ | ------------ | -------------- | -------------- | --------------------- | --------------------- | --------------------- | --------------- | ------ |
| Џејсон Смит       | 100 м        | 10,22        | 10,57          | 5. у гр. 2     | Нису се квалификовали | Нису се квалификовали | Нису се квалификовали | 36 / 71 (75)    |        |
| Пол Хесион        | 200 м        | 20.30        | 21,02          | 4. у гр. 3     | Нису се квалификовали | Нису се квалификовали | Нису се квалификовали | 35 / 53 (54)    |        |
| Киаран O'Лионаирд | 1.500 м      | 3:34,46      | 3:40,41 КВ     | 6. у гр. 3     | 3:36,96 кв            | 6. у гр. 2            | 3:37,81               | 10 / 37 (38)    |        |
| Алистер Крег      | 5.000 м      | 2:16:30      | 13:39,36 КВ    | 5. у гр. 2     |                       |                       | 13:45,33              | 13 / 35 (41)    |        |
| Колин Грифин      | 50 км ходање | 3:51:32      |                |                |                       |                       | Дисквалификован       | Дисквалификован |        |
| Роберт Хефернан   | 50 км ходање | 3:45:30 НР   | Није стартовао | Није стартовао |                       |                       |                       |                 |        |

### Жене
| Атлетичарка                                               | Дисциплина       | Лични рекорд | Квалификације | Квалификације | Полуфинале            | Полуфинале       | Финале                | Финале                | Детаљи         |
| Атлетичарка                                               | Дисциплина       | Лични рекорд | Резултат      | Место         | Резултат              | Место            | Резултат              | Место                 | Детаљи         |
| --------------------------------------------------------- | ---------------- | ------------ | ------------- | ------------- | --------------------- | ---------------- | --------------------- | --------------------- | -------------- |
| Џоан Куди                                                 | 400 м            | 50,73        | 51,82 КВ      | 3. у гр. 1    | Дисквалификована      | Дисквалификована | Нису се квалификовале | Нису се квалификовале |                |
| Дервал О’Рорк                                             | 100 м препоне    | 12,65        | 13,07 КВ      | 2. у гр. 2    | Није стартовала       | Није стартовала  | Нису се квалификовале | Нису се квалификовале |                |
| Финула Бритон                                             | 3.000 м препреке | 9:37,60      | 9:41,17       | 5. у гр. 1    |                       |                  | Нису се квалификовале | 11 / 26 (33)          | [ мртва веза ] |
| Стефани Рајли                                             | 3.000 м препреке | 9:42,91      | 9:55,49       | 7. у гр. 3    | 17 / 26 (33)          |                  | Нису се квалификовале |                       | [ мртва веза ] |
| Marian Andrews-Heffernan Џоан Куди Клер Бергин Мишел Кери | 4 х 400 м        | 3:30,11 НР   | 3:27,48 НР    | 4. у гр. 3    | 12 / 17 (20)          |                  | Нису се квалификовале |                       |                |
| Олив Локнејн                                              | 20 км ходање     | 1:31:02      |               |               |                       |                  | 1:34:02               | 13 / 37 (50)          |                |
| Дирдри Рајан                                              | Скок увис        | 1,93         | 1,95 КВ, НР   | 4. у гр. А    |                       |                  | 1,93                  | 5 / 27 (29)           |                |
| Тори Пена                                                 | Скок мотком      | 4,40 НР      | 4,10          | 16. у гр. Б   | Није се квалификовала | 30 / 30 (34)     |                       |                       |                |